# Condado de Butler (Kansas)
O Condado de Butler é um dos 105 condados do estado americano de Kansas. A sede do condado é El Dorado, e sua maior cidade é El Dorado. O condado possui uma área de 3 746 km² (dos quais 48 km² estão cobertos por água), uma população de 59 482 habitantes, e uma densidade populacional de 16 hab/km² (segundo o censo nacional de 2000). O condado foi fundado em 25 de agosto de 1855.